# Oberes Ulfenbachtal bei Unter-Schönmattenwag
Oberes Ulfenbachtal bei Unter-Schönmattenwag este o arie protejată (arie specială de conservare — SAC, sit de importanță comunitară — SCI) din Germania întinsă pe o suprafață de 81,49 ha, integral pe uscat.

## Localizare
Centrul sitului Oberes Ulfenbachtal bei Unter-Schönmattenwag este situat la coordonatele 49°30′34″N 8°51′03″E / 49.5094°N 8.8508°E.

## Înființare
Situl Oberes Ulfenbachtal bei Unter-Schönmattenwag a fost declarat sit de importanță comunitară în noiembrie 2004 pentru a proteja 3 specii de animale. Situl a fost protejat și ca arie specială de conservare în martie 2008.

## Biodiversitate
Situată în ecoregiunea continentală, aria protejată conține 4 habitate naturale: Cursuri de apă de la nivel de câmpie la nivel montan, cu vegetație Ranunculion fluitantis și Callitricho-Batrachion, Formațiuni ierboase bogate în specii de Nardus, dezvoltate pe substraturi silicioase în zone montane (și în zone submontane, în Europa continentală), Fânețe de joasă altitudine (Alopecurus pratensis, Sanguisorba officinalis), Păduri aluvionare cu Alnus glutinosa și Fraxinus excelsior (Alno-Padion, Alnion incanae, Salicion albae).
La baza desemnării sitului se află mai multe specii protejate:
- nevertebrate (2): phengaris nausithous (Maculinea nausithous), Maculinea teleius
- pești (1): cicar (Lampetra planeri)